# On a volé un homme
Pour plus de détails, voir Fiche technique et Distribution.
On a volé un homme est un film français réalisé par Max Ophüls, sorti en 1934.

## Synopsis
Un homme d'affaires enlevé tombe amoureux de sa geôlière.

## Fiche technique
- Titre : On a volé un homme
- Réalisation : Max Ophüls, assisté de Ralph Baum
- Scénario : René Pujol, Hans Wilhelm (en)
- Décors : Max Heilbronner (de)
- Photographie : René Colas, René Guissart
- Musique : Walter Jurmann, Bronisław Kaper
- Montage : Ralph Baum
- Société de production : Les Productions Fox Europa
- Production : Erich Pommer
- Pays d'origine :  France
- Format : Noir et blanc - Son mono - 1,37:1
- Genre : Drame
- Durée : 60 min
- Date de sortie : France, 13 mars 1934

## Distribution
- Lili Damita : Annette
- Charles Fallot : Victor
- Lucien Callamand : Legros
- Fernand Fabre : Robert
- Henry Garat : Jean de Lafaye
- Robert Goupil : Legros
- Pierre Labry : Balafre
- Raoul Marco : l'inspecteur
- Nina Myral : la vieille femme
- Pierre Piérade : Rémy
- Guy Rapp
- André Siméon

## Accueil
« Ce second film français d'Ophüls fut un échec, estimable quand même vu les énormes handicaps de l'entreprise.[...] Le succès commercial vint contrebalancer un peu les servitudes, moins toutefois que ne l'espéraient les producteurs. La critique eut, en revanche, la dent assez dure, à juste titre. On ne retint guère de ce film que quelques décors insolites et les costumes luxueux de la vedette Lili Damita. »

— Claude Beylie, Max Ophüls, Éditions Seghers, 1963